# Баудо, Пиппо
Джузе́ппе Витто́рио Раймо́ндо Ба́удо (итал. Giuseppe Vittorio Raimondo Baudo; 7 июня 1936, Милителло-ин-Валь-ди-Катания, Сицилия — 16 августа 2025, Рим) — итальянский телеведущий, радиоведущий, актёр кино и телевидения, музыкант и певец.

## Карьера
Родился 7 июня 1936 года в Милителло-ин-Валь-ди-Катания. 
Изучая юриспруденцию в Университете Катании, он стал заниматься развлекательной деятельностью в качестве актёра и ведущего. Он также научился играть на фортепиано.
Баудо получил диплом юриста, несмотря на свой интерес к развлекательной сфере. В конце 1950-х годов он стал певцом и пианистом в «Orchestra Moonlight». В 1959 году Пиппо впервые появился на итальянском телевидении в эпизоде «Каравелла Успехов», транслировавшемся из Палермо.
Он добился успеха, став ведущим нескольких программ RAI, а также их художественным руководителем. Пиппо подписал контракт с Mediaset, но так и не смог вернуть свой прошлый успех. Он пережил возрождение в своей карьере, когда стал ведущим программы «Новеченто» на телеканале RAI.
В 1970-х годах он помог создать частный телеканал «Антенна Сицилия», базирующийся в Катании, и работал на нём. 
В ночь открытия музыкального фестиваля в Сан-Ремо 1995 года, вскоре после начала представления, мужчина, Пино Пагано, сидел на краю галереи театра, демонстрируя свое намерение покончить с собой, прыгнув вниз: в конце концов, Баудо смог остановить его под аплодисменты зрителей.
В 2008 году Баудо в тринадцатый раз проводил Фестиваль в Сан-Ремо, сменив Майка Бонджорно, который принимал гостей одиннадцать раз.
Скончался 16 августа 2025 года в Риме, Лацио, в возрасте 89 лет.

## Личная жизнь
В 2004 году Баудо развелся со своей женой, итальянской оперной певицей Катей Риччарелли, с которой они были женаты с 1986 года. У него двое детей: Алессандро и Тициана, от его первой жены.